# Elachertus loh
Elachertus loh är en stekelart som beskrevs av Schauff 1985. Elachertus loh ingår i släktet Elachertus och familjen finglanssteklar. Inga underarter finns listade i Catalogue of Life.